# Huis Este

Het wapen van het huis Este

Het huis Este is een Europese vorstelijke dynastie. Het is opgedeeld in twee takken; de oudste tak staat bekend als het huis Welf-Este of het huis Welf. De jongere tak staat bekend als het huis Fulc-Este of later simpelweg als het huis Este.
De oudere tak van het huis Este waren de hertogen van Brunswijk-Lüneburg (1208-1918) en brachten de Hannoveriaanse monarchen van Engeland voort. 
De jongere tak van het huis Este waren de heersers van het hertogdom Ferrara (1240-1597), en Modena en Reggio (1288-1796).